# Caserne Siron
La caserne Siron, à l'origine, caserne des Capucins est une ancienne caserne militaire de la ville d'Ath en Belgique dans la province de Hainaut.

## Histoire

### AuxXVIIeetXVIIIesiècles

La caserne sur le plan-relief d'Ath #1, #2 la rue des Hauts-Degrés, #3 Couvent des Capucins, #4 Esplanade.

Avec la prise de la ville par les français dans la seconde moitié du XVIIe siècle, Vauban est chargé de construire une nouvelle enceinte bastionnée à Ath qui remplace intégralement l'enceinte médiévale, les travaux commencés en 1668, des bâtiments annexes nécessaires à la vie militaire sont également construits dont trois casernes entre 1673 et 1674 : la caserne de Bruxelles bordant la porte du même nom, la caserne Saint-Roch le long de la courtine entre les bastions de Bourgogne et Namur et la caserne des Capucins. Celle-ci doit son nom à sa situation au bout de la rue des Hauts-Degrés bordant l'Esplanade en face du couvent des Capucins. Elle comprend un bâtiment de 28 chambres pouvant accueillir 270 hommes et 125 chevaux.
O. Leleu signale d'autres chiffres et remarque, en outre, mais sans pouvoir dater ni préciser l'ampleur du phénomène, que la caserne des Capucins aurait été réservée comme hôpital militaire (135 lits x 3).

### AuxXIXeetXXesiècles

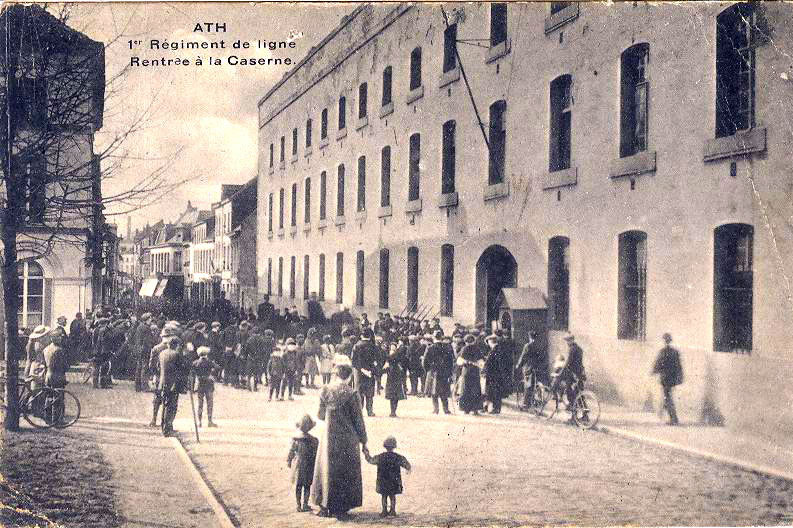
La façade de la caserne et sur la gauche l'espace laissé vide où se dressait l'ancienne caserne des Capucins.

La ville et les anciens Pays-bas autrichiens étant devenus néerlandais en 1815, ceux-ci font reconstruire l'enceinte d'Ath démolie en 1745 et font démolir le couvent des Capucins pour y construire une nouvelle caserne remplaçant l'ancienne caserne des Capucins autrefois sise de l'autre côté de la rue,.
Devenue entre-temps caserne Siron, elle est démolie dans la seconde moitié de 1980.